# Droga wojewódzka 624
Die Droga wojewódzka 624 (DW 624) ist eine drei Kilometer lange Droga wojewódzka (Woiwodschaftsstraße) in der polnischen Woiwodschaft Masowien, die Beniaminów mit Wólka Radzymińska verbindet. Die Strecke liegt im Powiat Legionowski.

## Streckenverlauf
Woiwodschaft Masowien, Powiat Legionowski
- Beniaminów
-  Wólka Radzymińska  (DW 631)